# Las manos (película de 2006)
Las manos es una película argentino-italiana dramática que fue estrenada el 10 de agosto de 2006 dirigida por Alejandro Doria y protagonizada por Jorge Marrale, Graciela Borges y Duilio Marzio. Fue la última película de Doria, quien falleció en 2009. Obtuvo el premio Goya a la Mejor Película Extranjera de Habla Hispana.

## Sinopsis
Película inspirada en la vida del sacerdote Mario Pantaleo, nacido en Italia y llevado de niño a la Argentina, que se dedicó a los pobres y a los enfermos que necesitaban palabras de consuelo y quienes creían que con sus manos podía diagnosticar y sanar.

## Reparto
- Jorge Marrale - Mario Pantaleo
- Graciela Borges - Perla
- Duilio Marzio - Monseñor Alessandri
- Esteban Pérez - Javier
- Belén Blanco - Silvia
- Carlos Portaluppi - Padre Giacomino
- María Socas
- Juan Carlos Gené
- Liana Lombard
- Néstor Ducó

## Comentarios
Adolfo C. Martínez en La Nación opinó:

«Doria se decidió por la sencillez de su puesta en escena y por el cálido ámbito que rodeó al protagonista ….logró, a través de una impecable dirección de arte, de una excelente música y de una notable fotografía conformar esa existencia siempre dispuesta a la permanente ayuda a los demás….notable labor de Jorge Marrale que compone con enorme exactitud a ese padre Mario de sonrisa bondadosa y de palabras simples, y el impecable trabajo de Graciela Borges, como Perla, la mujer que secundó al sacerdote en su largo peregrinaje dentro de un micromundo poblado de candor y de luchas cotidianas.»